# Roupicovití
Roupicovití (Enchytraeidae Vejdovský, 1879) je čeleď kroužkovců z řádu Enchytraeida.
Roupicovití jsou drobní červi vzhledem připomínající malé žížaly. Obývají především terestrické ale i sladkovodní a mořské prostředí. Spolu se stejnonožci, chvostoskoky a jejich příbuznými žížalami patří k nejdůležitějším rozkladačům organické hmoty v půdě.
Některé druhy slouží jako modelové organismy v ekotoxikologii, fyziologii, biochemii nebo genetice. V akvaristice jsou využívány jako živé krmivo – například druhy Enchytraeus albidus a Enchytraeus buchholzi.

## Vybrané rody
Enchytraeidae zahrnují rody:
- Achaeta Vejdovský, 1878
- Archienchytraeus Eisen, 1878 (nomen dubium)
- Cernosvitoviella Nielsen & Christensen, 1959
- Christensenidrilus Dózsa-Farkas & Convey, 1998 (= Christensenia Dózsa-Farkas & Convey, 1997 (non Brinck 1945: již použitý))
- Cognettia Nielsen & Christensen, 1959
- Enchytraeina Bülow, 1957
- Enchytraeus Henle, 1837
- Epitelphusa Drago, 1887
- Fridericia Michaelsen, 1889
- Grania Southern, 1913
- Hemifridericia Nielsen & Christensen, 1949
- Henlea Michaelsen, 1889 (= Henleanella)
- Lumbricillus Ørsted, 1844 (= Enchytraeoides, Pachydrilus)
- Marionina Michaelsen in Pfeffer, 1890 (= Marionia Michaelsen, 1889 (non Vayssière, 1877: již použitý), Michaelsena, Parenchytraeus)
- Mesenchytraeus Eisen, 1878 – „ledovcoví červi“
- Neoenchytraeus Eisen, 1878
- Randidrilus Coates & Erséus, 1985
- Stephensoniella Cernosvitov, 1934